# Nebukadnezar III
Nidintu-Bel heette officieel Nabû-kudurri-uşur III, ook wel bekend onder de naam Nebukadnezar III († 21 december 522 v.Chr.), was de zoon van Ainara en koning van Babylonië.
In 522 v.Chr. regeerde hij slechts drie maanden als Babylonische koning. De eerste verordening als troonopvolger is gedateerd op 3 oktober 522 v.Chr., terwijl zijn laatste communiqué op 16 december 522 v.Chr. is gedateerd. De regeringstitel zoon van Nabu-na'id en zijn heersersnaam Nabukadnezar was duidelijk bedoeld als verwijzing naar grote voorgangers als Nebukadnezar II en betekent de god Nabû bescherme mijn eerste zoon.
De Perzische koning Darius I, die zich met de rebellie van Nidintu-Bel zag geconfronteerd, leidde op 13 december 522 v.Chr. een militaire strafexpeditie tegen de nieuwe Babylonische koning. Het leger van Nidintu-Bel was op de westelijke oever van de Tigris gelegerd. De soldaten van Darius I reden echter op paarden en kamelen of zwommen op een vlot door de stroom en konden de Babyloniërs verdrijven. Nidintu-Bel vluchtte richting Eufraat, maar werd op 18 december 522 v.Chr. in Zazannu bij Sippar bij de volgende slag opnieuw overwonnen. Na een tweede vlucht met een weinig getrouwen naar Babylon, valt Darius I de stad aan en doodde na de verovering vervolgens Nindintu-Bel. Vanaf 22 december 522 v.Chr. werden de kronieken van Babylon weer naar Darius vernoemd.